# Filippo Carandini
Filippo Carandini (né le 6 septembre 1729 à Pesaro, dans l'actuelle province de Pesaro et Urbino, dans les Marches, alors dans les États pontificaux et mort le 28 août 1810 à Modène) est un cardinal italien du XVIIIe siècle et du début du XIXe siècle.

## Biographie
Filippo Carandini est ministre du duc François III de Modène et exerce diverses fonctions au sein de la Curie romaine. Le pape Pie VI le crée cardinal lors du consistoire du 29 janvier 1787. Il est nommé préfet de la Congrégation de la bonne gouvernance (1787) et préfet de la Congrégation du Concile (1800). Il participe au conclave de 1799-1800, lors duquel le pape Pie VII est élu. Lors de l'occupation de Rome par les Français en 1809 il se réfugie à Tolentino, puis à Modène.